# Akhisar
Akhisar là một huyện thuộc tỉnh Manisa, Thổ Nhĩ Kỳ. Huyện có diện tích 1707 km² và dân số thời điểm năm 2007 là 157161 người, mật độ 92 người/km².